# Pilgramsberg (Bayerischer Wald)
Der Pilgramsberg ist ein 619 m ü. NHN hoher Berg im Bayerischen Wald in der Gemeinde Rattiszell. Er liegt westlich des Tals der Kinsach im Naturpark Bayerischer Wald.

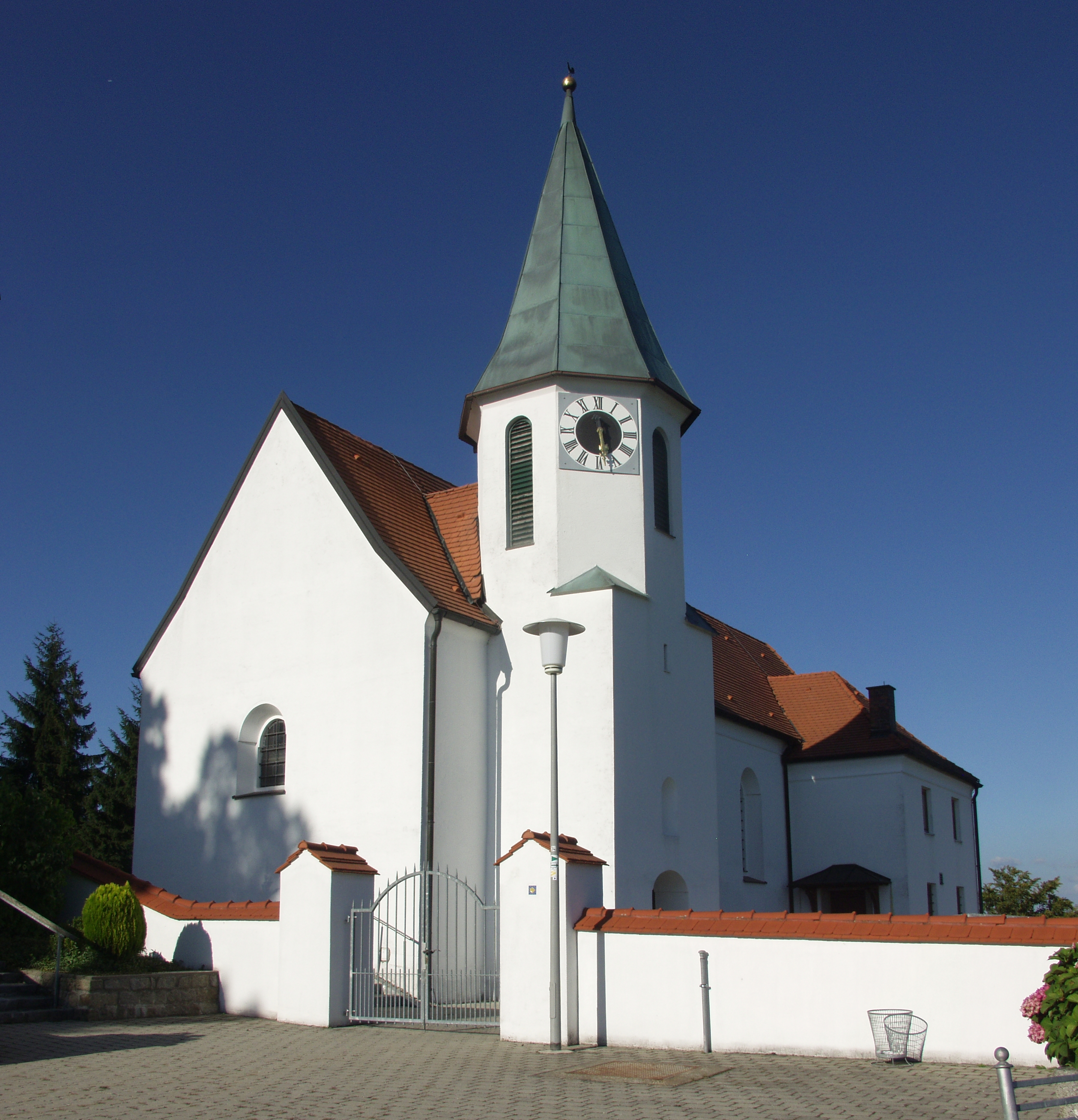
Wallfahrtskirche St. Ursula auf dem Pilgramsberg

Auf seinem Gipfelplateau liegt die Wallfahrtskirche St. Ursula und an seinem Südhang liegt der Ort Pilgramsberg.
Der Pilgramsberg ist ein Aussichtsberg mit Blick bis in die Donauniederung und bei Fönlagen bis in die Alpen. Über den Pilgramsberg führen der Ostbayerische Jakobsweg, die Südroute des Prädikatwanderwegs Goldsteig und der Europäische Fernwanderweg 8.